# Doris Leifermann

Doris Leifermann auf der Deutschen Meisterschaft 1972

Doris Leifermann (* 11. Januar 1952 in Hamburg) ist eine ehemalige deutsche Ruderin, die 1975 Weltmeisterschaftsdritte war.

## Sportliche Karriere
Der Doppelvierer vom Hamburger Ruderinnen-Club von 1925 mit Kerstin Schwonberg, Frauke Thomsen, Karin Gondolatsch, Doris Leifermann und Steuerfrau Sabine Grönwoldt gewann 1972 den Titel bei den Deutschen Meisterschaften und belegte 1973 den dritten Platz. 1974 und 1975 siegten Gondolatsch und Leifermann im Zweier ohne Steuerfrau, 1977 belegten sie den zweiten Platz. Leifermann und Gondolatsch gehörten auch zum Vierer mit Steuerfrau, der mit auf den anderen Positionen wechselnden Besetzungen 1974, 1975 und 1977 Deutscher Meister wurde und 1976 den zweiten Platz belegte.
Bei den Weltmeisterschaften 1974 in Luzern wurden erstmals Frauen-Wettbewerbe ausgetragen. Doris Leifermann belegte im Zweier ohne Steuerfrau den sechsten Platz. Bei den Weltmeisterschaften 1975 in Nottingham traten im Vierer mit Steuerfrau Thea Einöder, Edith Eckbauer, Doris Leifermann und Karin Gondolatsch mit Steuerfrau Susanne Thienel an und gewannen die Bronzemedaille hinter den Booten aus der DDR und aus Bulgarien. 1976 war Doris Leifermann als Ersatzruderin für die olympischen Spiele in Montreal nominiert, kam aber nicht zum Einsatz. Bei den Weltmeisterschaften 1977 in Amsterdam traten Gondolatsch und Leifermann zusammen mit Eva Dick, Ursula Decker und Steuerfrau Angela Braasch-Eggert im Vierer mit Steuerfrau an und belegten als Siegerinnen des B-Finales den sechsten Platz.